# 群咲
群咲（むらさき）は、音楽ユニット。
一部の公式などでは読み方を併記した群咲-ムラサキ-の名称を使用している場合もある。

## 概要
2020年8月に結成。
2020年8月12日にデジタルシングル「非公式ワタシ」を公開。
群咲のファンのことを「群咲症候群」と呼んでいる。

## メンバー
- ラムシーニ（キーボード、作曲、編曲）
- 木村千咲（ボーカル、作詞）

## ディスコグラフィ

### シングル
| 枚  | リリース日     | タイトル             | 規格     | 品番      | 備考 |
| --- | -------------- | -------------------- | -------- | --------- | ---- |
| 1st | 2020年8月12日  | 非公式ワタシ         | デジタル |           |      |
| 2nd | 2020年10月7日  | 深海に漂う           | デジタル |           |      |
| 3rd | 2020年12月18日 | 透明少女、空を住く。 | デジタル |           |      |
| 4th | 2023年02月15日 | 模造生活             | CD       | MRSK-0004 |      |

### オリジナルアルバム
| 枚             | リリース日    | タイトル    | 規格         | 品番 | 備考 |
| -------------- | ------------- | ----------- | ------------ | ---- | ---- |
| 1st Mini Album | 2022年1月31日 | 明日こそ    | デジタル     |      |      |
| 2nd Mini Album | 2024年1月17日 | お先☆真っ眩 | CD・デジタル |      |      |

### 参加作品
- MOVEMENT （2021年5月15日）
  - 収録楽曲：「NPC」

## タイアップ一覧
| 使用年 | 曲名         | タイアップ                                                                     |
| ------ | ------------ | ------------------------------------------------------------------------------ |
| 2024年 | 一般ピポピポ | 読売テレビ・日本テレビ系『川島・山内のマンガ沼』2024年1・2月エンディングテーマ |

## 出演

### ラジオ
- 群咲の古参ぶるなら今なのでは!?（2021年10月3日 - 2023年3月26日、文化放送）[2]
- ヴァイナル・ミュージック～歌謡曲2.0～（2022年1月22日、パーソナリティ代役）[3]
- JFN「ON THE PLANET」（2021年6月1日、ゲスト出演）[4]
- 超!A&G+「ノン子とのび太のアニメスクランブル」（2022年4月13日、ゲスト出演）[5]
- 群咲の古参ぶるのはタダなのでは！？
- 超A&G＋ A&G ARTIST ZONE 群咲のTHE CATCH[6]